# Verdrag van Zara

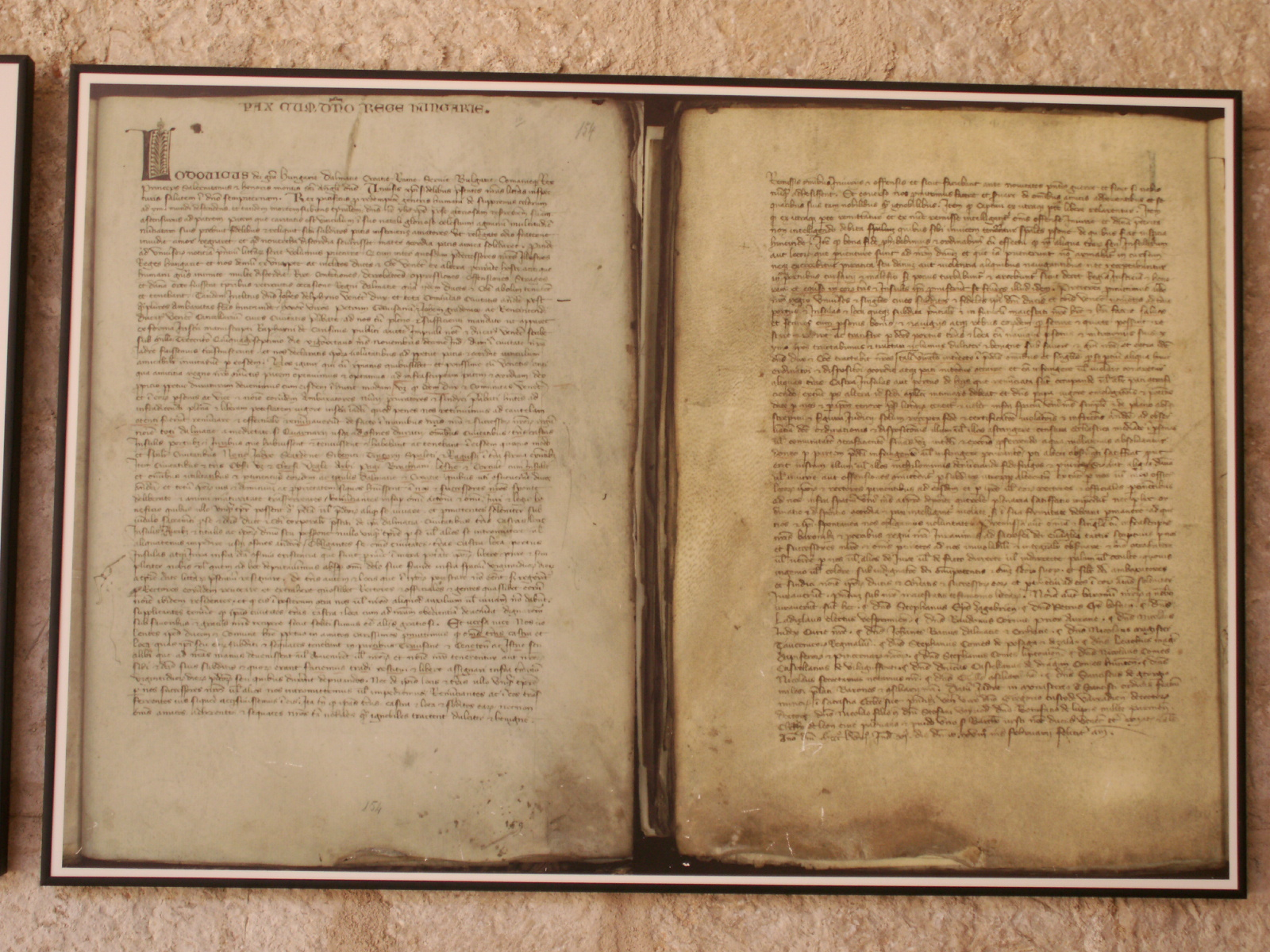
Het Verdrag van Zara

Het Verdrag van Zara was een vredesverdrag, getekend in Zara, Dalmatië in 1358 (Zara was de toen gangbare, (Italiaanse), naam van de huidige Kroatische stad Zadar). Het verdrag werd getekend door doge Giovanni Dolfin van Venetië en koning Lodewijk I van Hongarije, ook Lodewijk de Grote genoemd. Door dit verdrag verloor de republiek Venetië haar invloed over het Dalmatische grondgebied. Het verdrag werd in de kerk van het franciscaner klooster van de stad ondertekend. De regio rond Dubrovnik en Zara kwam hiermee onder de Hongaarse kroon te staan. Door het verdrag werd de republiek Ragusa een succesvolle onafhankelijke staat. Hetzelfde kan niet voor Zara zelf gezegd worden dat in 1409 opnieuw aan Venetië verkocht werd door Ladislaus van Napels.
Door het verdrag van Zara wijzigde de eeuwenoude titel van de doges van Venetië: hertog van Venetië, hertog van Dalmatië, hertog van Kroatië en heer van een kwart en de helft van Groot-Roemenië. Dit werd voortaan (en dit tot de val van de Republiek in de 18e eeuw): hertog van Venetië en andere gebieden, in het Latijn: dux Venetiarum et cetera.